# Groupe parlementaire français d'études sur la question du Tibet
Le groupe parlementaire français d'études sur la question du Tibet , aussi appelé groupe d'études sur le Tibet ou groupe d'études sur le problème du Tibet de l'Assemblée nationale française, a été créé le 27 juin 1990 par Jean-Michel Belorgey et Louis de Broissia. Il s’agit d’un groupe d'études à caractère international. En Europe, il fut l'un des premiers groupes parlementaires créés sur le problème du Tibet, avec ceux du Royaume-Uni et de la Norvège, fondés la même année. Il s'est reconstitué à chaque législature depuis 1990. À son rétablissement en novembre 2018, il est composé de 17 députés issus de divers partis politiques.

## Historique
Les associations de soutien au Tibet commencent à se structurer dans les pays anglo-saxons autour des droits de l'homme en Chine à l'époque des troubles au Tibet dans les années 1980. Elles diffusent en Europe et notamment en France. L'année 1989 est un tournant, avec la loi martiale à Lhassa décrétée le 7 mars, les manifestations de Tiananmen, et l'attribution médiatisée du prix Nobel de la paix au 14e dalaï-lama. Cette même année, concomitamment, Michel Hervé fonde l’Intergroupe Tibet du Parlement européen et Jean-Michel Belorgey et Louis de Broissia proposent la création d'un groupe parlementaire à l'Assemblée nationale.
Lors des troubles au Tibet en 1989, Jean-Paul Ribes écrit aux députés français et interpelle Bernard Kouchner, alors secrétaire d’État à l'Action humanitaire, qui publia un communiqué où la France exprimait son inquiétude. Treize parlementaires contacteront Jean-Paul Ribes et parviendront non sans difficulté à créer le Groupe d'études sur le problème du Tibet.
Le groupe d’études sur le problème du Tibet à l'Assemblée Nationale, bloquée auparavant par le président de la République, le gouvernement et le président de l’Assemblée, a été créé le 27 juin 1990. Jean-Michel Belorgey et Louis de Broissia en furent les fondateurs et coprésidents. Le groupe a pu se constituer après des démarches qui demandèrent plusieurs mois avant d’obtenir l’agrément du bureau de l’Assemblée Nationale. 
Lors de sa visite en France en 1990, le dalaï-lama inaugure le 8 octobre le groupe parlementaire d'études du problème du Tibet.
Le groupe s’est reconstitué à chaque législature depuis 1990. 
Le groupe fut reconstitué avec l’accord du président de l'Assemblée nationale en 1993 (Philippe Séguin), puis à nouveau en 1997 (Laurent Fabius). Après l’élection de Louis de Broissia au Sénat en octobre 1998, Richard Cazenave en assura la présidence. En 2000, plus de 160 députés en sont membres,.
En 2002, Lionnel Luca est le président du groupe d’études.
Lors des troubles au Tibet en 2008, le nombre de députés de ce groupe d'études a été multiplié par 3 en un mois. Ainsi, la législature de juin 2007 compte le 25 octobre 2008 l’adhésion de 199 députés.
Noël Mamère et Jean-Patrick Gille sont co-présidents de ce groupe d'étude sous la XIVe législature.
Le groupe, rétabli en novembre 2018, est composé en septembre 2019 de 19 députés issus de divers partis politiques. Il est présidé par Élisabeth Toutut-Picard.
En octobre 2019, 2 députés membres du groupe d'étude sur le Tibet, se sont opposés, ce qui mena à l'annulation d'une visite en France de Lobsang Sangay, premier ministre de l'administration centrale tibétaine.

## Activités du groupe d’études
Le groupe a été un point de convergence des associations qui s’intéressent au Tibet. La création du groupe a été concomitante d'une visite du dalaï-lama à l’Assemblée nationale. Laurent Fabius, alors président de l’Assemblée nationale le rencontra plus tard. En raison de négociations pour la construction du métro de Shanghai ou d’autres intérêts, le Premier ministre Michel Rocard avait interdit à des membres de son gouvernement d’assister à la remise d’une distinction au dalaï-lama.  
Les groupes parlementaires sur le Tibet du Sénat et de l’Assemblée nationale ont reçu le dalaï-lama au Palais du Luxembourg le 13 août 2008.
Le 12 novembre 2009, le groupe d’études sur le Tibet de l’Assemblée nationale recevait une délégation de 6 députés tibétains en exil menée par Dolma Gyari, vice-présidente du Parlement tibétain en exil, et accompagnée du représentant du dalaï-lama en Europe, Tashi Wangdi.

## Publications
- Rencontre parlementaire avec le Dalaï lama, Groupe d'Études parlementaire sur les problèmes du Tibet de l'Assemblée Nationale, Paris, 30 octobre 1996[21].